# Publicité clandestine
 (août 2021).
Si vous disposez d'ouvrages ou d'articles de référence ou si vous connaissez des sites web de qualité traitant du thème abordé ici, merci de compléter l'article en donnant les références utiles à sa vérifiabilité et en les liant à la section « Notes et références ».
La publicité clandestine est l’infraction la plus répandue sur les écrans de télévision. 

## Législation

### France
Elle est définie à l’article 9 du décret du 27 mars 1992 pris pour l'application des articles 27 et 33 de la loi n° 86-1067 du 30 septembre 1986, qui fixe les principes généraux définissant les obligations des éditeurs de services en matière de publicité, de parrainage et de télé-achat. 
L’article 9 dispose que « (…) constitue une publicité clandestine la présentation verbale ou visuelle de marchandises, de services, du nom, de la marque ou des activités d'un producteur de marchandises ou d'un prestataire de services dans des programmes, lorsque cette présentation est faite dans un but publicitaire ».
Le texte instaure une obligation d’identification du message publicitaire pour éviter la confusion avec un message d’information ; la promotion d’un produit ou d’un service ne doit pas se faire hors des écrans publicitaires. 
Le but est de protéger le consommateur pour qu’il ne soit pas induit en erreur (article L121-1 et suivant du code de la consommation). 
C’est au conseil supérieur de l’audiovisuel que revient le contrôle de la publicité clandestine, il peut infliger des sanctions aux chaînes de télévision publiques ou privées.
Par exemple, la chaîne de télévision M6 a été mise en demeure par le CSA à la suite de la diffusion, le 12 mai 2009, de l’émission Nouvelle Star. Aux motifs que : « Dans cette émission, les candidats et la présentatrice étaient habillés par le couturier Jean-Paul Gaultier ces tenues ont été visibles tout au long du programme ; les candidats, l’animatrice et les membres du jury ont fait référence au couturier en le mentionnant et en le remerciant à de nombreuses reprises ; deux reportages ont présenté une séance d’essayage des participants dans les ateliers de Jean Paul Gaultier, en présence du couturier ; enfin, celui-ci était sur le plateau de l’émission, parmi le public, et a été filmé plusieurs fois. » 
Cette exposition de la marque Jean-Paul Gaultier à l’exception de toute autre et la présentation de ses produits relèvent de la publicité clandestine.

### Union européenne
La directive européenne du 11 décembre 2007 autorise le placement de produit dans son considérant 60 ce qui permettra aux chaînes de télévision de pouvoir faire la promotion d’articles et de services en dehors des écrans publicitaires et limitera le champ d’application de l’article 9 du décret du 27 mars 1992.